# Gnathia notostigma
Gnathia notostigma är en kräftdjursart som beskrevs av Cohen och Gary C.B. Poore 1994. Gnathia notostigma ingår i släktet Gnathia och familjen Gnathiidae. Inga underarter finns listade i Catalogue of Life.